# Monterrey, Soledad Atzompa
Monterrey är en ort i Mexiko.   Den ligger i kommunen Soledad Atzompa och delstaten Veracruz, i den sydöstra delen av landet, 220 km öster om huvudstaden Mexico City. Monterrey ligger 2 110 meter över havet och antalet invånare är 541.
Terrängen runt Monterrey är bergig norrut, men söderut är den kuperad. Terrängen runt Monterrey sluttar norrut. Runt Monterrey är det ganska tätbefolkat, med 93 invånare per kvadratkilometer. Närmaste större samhälle är Orizaba, 13,3 km norr om Monterrey. I omgivningarna runt Monterrey växer i huvudsak blandskog.